# Mistrovství Českého svazu fotbalového 1921
Il Mistrovství Českého svazu fotbalového 1921, ottava edizione del torneo, vide il successo dell'AC Sparta.

## Classifica
|    | Classifica        | G  | V  | N | P  | GF | GS | DR  | Pti |
| -- | ----------------- | -- | -- | - | -- | -- | -- | --- | --- |
| 1  | Sparta            | 11 | 11 | 0 | 0  | 48 | 8  | +40 | 22  |
| 2  | Union Žižkov      | 11 | 8  | 2 | 1  | 24 | 8  | +16 | 18  |
| 3  | Slavia Praga      | 11 | 7  | 2 | 2  | 31 | 16 | +15 | 16  |
| 4  | Viktoria Žižkov   | 11 | 7  | 0 | 4  | 33 | 15 | +18 | 14  |
| 5  | Vršovice          | 11 | 5  | 2 | 4  | 27 | 26 | +1  | 12  |
| 6  | Sparta Kladno     | 11 | 5  | 1 | 5  | 24 | 28 | -4  | 11  |
| 7  | Kladno            | 11 | 5  | 0 | 6  | 26 | 25 | +1  | 10  |
| 8  | Meteor Vinohrady  | 11 | 2  | 4 | 5  | 16 | 24 | -8  | 8   |
| 9  | Slavoj Žižkov     | 11 | 2  | 3 | 6  | 11 | 25 | -14 | 7   |
| 10 | Meteor Praga VIII | 11 | 3  | 0 | 8  | 11 | 30 | -19 | 6   |
| 11 | Bubeneč           | 11 | 2  | 2 | 7  | 10 | 37 | -27 | 6   |
| 12 | Kolín             | 11 | 1  | 0 | 10 | 9  | 28 | -17 | 2   |

## Statistiche e record

### Record
- Maggior numero di vittorie:  Sparta (11)
- Minor numero di sconfitte:  Sparta (0)
- Migliore attacco:  Sparta (48 gol fatti)
- Miglior difesa:  Sparta e  Union Žižkov (8 gol subiti)
- Miglior differenza reti:  Sparta (+40)
- Maggior numero di pareggi:  Meteor Vinohrady (4)
- Minor numero di pareggi:  Sparta,  Viktoria Žižkov,  Kladno,  Meteor Praga VIII e  Kolín (0)
- Minor numero di vittorie:  Kolín (1)
- Maggior numero di sconfitte:  Kolín (10)
- Peggiore attacco:  Kolín (9 gol fatti)
- Peggior difesa: Bubenec (37 gol subiti)
- Peggior differenza reti: Bubenec (-27)